# 奥克·博里
奥克·博里（瑞典語：Åke Borg，1901年8月18日—1973年6月6日），瑞典男子游泳运动员，主攻自由泳。他曾代表瑞典参加1924年夏季奥林匹克运动会游泳比赛，获得男子4×200米自由泳接力铜牌。